# Gauville (Somme)
Gauville település Franciaországban, Somme megyében. Lakosainak száma 332 fő (2022. január 1.). Gauville Aumale, Lafresguimont-Saint-Martin és Morvillers-Saint-Saturnin községekkel határos.

## Népesség
A település népességének változása:
| Lakosok száma | 367  | 355  | 358  | 346  | 344  | 341  | 339  | 335  | 332  |
|               | 2013 | 2015 | 2016 | 2017 | 2018 | 2019 | 2020 | 2021 | 2022 |